# 이대일
이대일(1980년 8월 1일~)은 롯데 자이언츠에서 뛰었던 전 야구 선수다.

## 기록
- 2001년: 1경기 2이닝 ERA 0.00
- 2002년: 2경기 2.1이닝 ERA 7.71

## 출신 학교
- 동산고등학교
- 경남대학교

## 같이 보기
- 2001년 롯데 자이언츠 시즌
- 2002년 롯데 자이언츠 시즌